# 1826 en mathématiques
| Années des mathématiques : 1823 - 1824 - 1825 - 1826 - 1827 - 1828 - 1829    |
| Décennies des mathématiques : 1790 - 1800 - 1810 - 1820 - 1830 - 1840 - 1850 |

Cet article présente les faits marquants de l'année 1826 en mathématiques.

## Évènements
- 11 février : le mathématicien russe Nikolaï Ivanovitch Lobatchevski présente à l'Université de Kazan son ouvrage une « Exposition succincte des principes de la géométrie avec une démonstration rigoureuse du théorème des parallèles »[1], dans lequel il invente une géométrie non euclidienne, baptisée « géométrie imaginaire » ou « géométrie hyperbolique »[2].

## Publications
- Revue des mathématiques pures et appliquées, fondée par August Crelle.

## Naissances

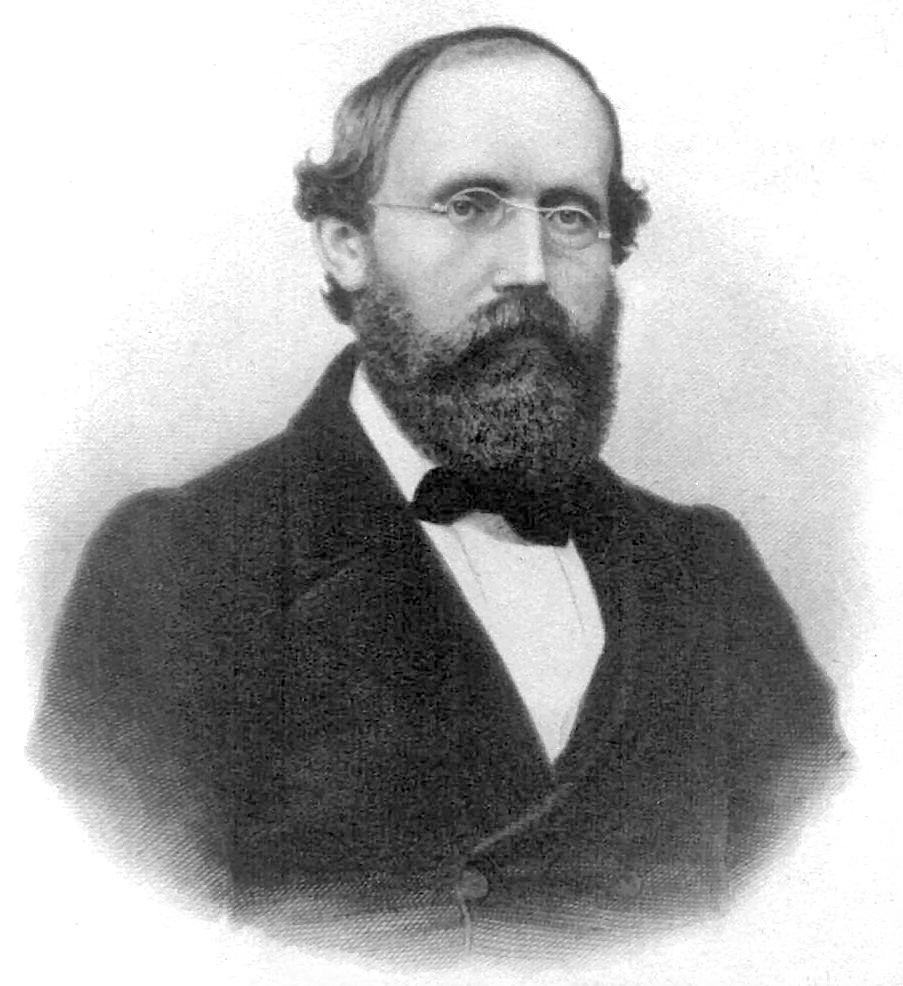
Bernhard Riemann

- 27 mars : Alphonse de Polignac (mort en 1863), mathématicien français.
- 2 mai : Alexandre Paul Emile Guiraudet (mort en 1874), mathématicien français.
- 6 mai :
  - Franz Woepcke (mort en 1864), mathématicien et historien des mathématiques allemand.
- 14 mai : Théophile Pépin (mort en 1905), mathématicien français.
- 31 juillet :
  - Charles de Comberousse (mort en 1897), mathématicien français.
  - Ernst Meissel (mort en 1895), mathématicien allemand.
- 17 septembre : Bernhard Riemann (mort en 1866), mathématicien allemand.
- 2 novembre : Henry John Stephen Smith (mort en 1883), mathématicien britannique.

## Décès
- 4 janvier : Nicolas Fuss (né en 1755), mathématicien suisse.
- 13 mai : Christian Kramp (né en 1760), mathématicien français.
- 22 juillet : Giuseppe Piazzi (né en 1746), astronome, mathématicien et ecclésiastique italien.
- 26 août : Giovanni Paradisi (né en 1760), mathématicien et homme politique italien.